# Jonathan Jones (Leichtathlet)
Jonathan Noel Maurice Jones (* 6. Februar 1999 in Florida) ist ein barbadischer Leichtathlet, der sich auf den 400-Meter-Lauf spezialisiert hat. In dieser Disziplin ist er Inhaber des Nationalrekords.

## Leben
Jonathan Jones wurde im US-Bundesstaat Florida geboren und wuchs mit zwei Schwestern auf. Er besuchte die Coleridge & Parry School in Barbados, bevor er ab 2019 an der University of Texas at Austin in USA ein Studium der Angewandten Bewegungswissenschaften aufnahm.

## Sportliche Laufbahn
Jonathan Jones sammelte 2015 erste internationale Wettkampferfahrung. Im Juni gewann er die Bronzemedaille im 1500-Meter-Lauf bei den heimischen Meisterschaften. Ein Jahr darauf gewann er bei den gleichen Meisterschaften Gold über 1500 Meter und Silber im 800-Meter-Lauf. 2017 fokussierte er sich bereits vermehrt auf den 400-Meter-Lauf, wobei er im Februar seine Bestzeit in 46,92 s aufstellte. Nachdem er erneut im 1500-Meter-Lauf bei den Barbadischen Meisterschaften gewonnen hatte, trat er in dieser Distanz bei den U20-Panamerikameisterschaften in Peru an, bei denen er im Finale den achten Platz belegte. 2018 qualifizierte er sich im 400-Meter-Lauf für die U20-Weltmeisterschaften in Tampere. Dort lief er zunächst im Vorlauf in 46,05 s eine neue Bestzeit und schaffte anschließend den Sprung in das Finale, in dem er allerdings als Letzter der acht Finalisten das Ziel erreichte. Nachdem er ab 2019 in den USA für die University of Texas an den Start gegangen war, stellte er zunächst im Februar mit 45,38 s einen neuen Nationalrekord in der Halle für Barbados auf. Später im Juli gelang ihm dies in London mit 44,63 s auch in der Freiluft. Er war damit der erste Athlet des Karibikstaates der unter der Marke von 45 Sekunden blieb. Im August trat er in Lima bei den Panamerikanischen Spielen an und zog in das Finale ein, in dem er den fünften Platz belegte. 
Jones schaffte die Qualifikation für die Olympischen Sommerspiele 2021 in Tokio. Anfang Juli gewann er die Goldmedaille bei den U23-Meisterschaften Nord- und Zentralamerikas. Einen Monat später trat er dann im Vorlauf bei den Olympischen Spielen an und zog mit Saisonbestleistung von 45,04 s in das Halbfinale ein. Dort konnte er sich nicht steigern und schied als Letzter seines Laufes aus. 2022 verbesserte sich Jones im Mai auf eine Zeit von 44,43 s über 400 Meter und nahm anschließend an seinen ersten Weltmeisterschaften teil. Er schaffte es bis ins Finale vorzudringen. Ausgerechnet darin, lief er in 46,13 s seine zweitschwächste Zeit in der laufenden Saison, wodurch er am Ende den achten Platz belegte. Kurz nach den Weltmeisterschaften konnte er bei den Commonwealth Games in Birmingham die Bronzemedaille gewinnen. Zudem belegte er mit der 4-mal-400-Meter-Staffel den vierten Platz. 2023 trat er in Budapest erneut bei den Weltmeisterschaften an. Dort belegte er den siebten Platz in seinem Vorlauf und schied damit frühzeitig aus.

## Wichtige Wettbewerbe
| Jahr                 | Veranstaltung                 | Ort                  | Platz                | Disziplin            | Zeit                 |
| Startet für Barbados | Startet für Barbados          | Startet für Barbados | Startet für Barbados | Startet für Barbados | Startet für Barbados |
| -------------------- | ----------------------------- | -------------------- | -------------------- | -------------------- | -------------------- |
| 2017                 | U20-Panamerikameisterschaften | Trujillo             | 8.                   | 1500 m               | 3:56,10 min          |
| 2018                 | U20-Weltmeisterschaften       | Tampere              | 8.                   | 400 m                | 48,01 s              |
| 2019                 | Panamerikanische Spiele       | Lima                 | 5.                   | 400 m                | 45,35 s              |
| 2021                 | Olympische Sommerspiele       | Tokio                | 20.                  | 400 m                | 45,61 s              |
| 2022                 | Weltmeisterschaften           | Eugene               | 8.                   | 400 m                | 46,13 s              |
| 2022                 | Commonwealth Games            | Birmingham           | 3.                   | 400 m                | 44,89 s              |
| 2022                 | Commonwealth Games            | Birmingham           | 4.                   | 4 × 400 m            | 3:03,92 min          |
| 2023                 | Weltmeisterschaften           | Budapest             | 37.                  | 400 m                | 46,03 s              |

## Persönliche Bestleistungen
Freiluft
- 200 m: 21,16 s, 30. April 2021, Austin
- 400 m: 44,43 s, 15. Mai 2022, Lubbock; (barbadischer Rekord)
- 800 m: 1:45,83 min, 24. März 2022, Austin; (barbadischer Rekord)

Halle
- 200 m: 21,08 s, 16. Januar 2021, Lubbock
- 400 m: 45,38 s, 8. Februar 2019, Lubbock; (barbadischer Rekord)